# تأين تلقائي
تأين تلقائي (بالإنجليزي: Autoionization) هي عملية يتم فيها انبعاث إلكترون من مدار ذرة أو جزئ بشكل تلقائي فتتحول شحنة المستوى من Z إلى Z+1, فيمكن أن تتأين الذرة ذاتيا عندما يثار إلكترونين أو أكثر من إلكترونات التكافؤ أو عند حدوث تأثير أوجيه .
يختلف التاين التلقائي عن تاين تلقائي جزيئي الذي يعد أحد أشكال التفكك .